# Пурбус, Петер
Петер Янс Пурбус, Питер Поурбус (нидерл. Pieter Pourbus, МФА: [ˈpitər ˈpuːrbʏs]; 1523, Гауда — 30 января 1584, Брюгге) — нидерландский рисовальщик, живописец, инженер и картограф эпохи Северного Возрождения. Работал в Брюгге. Яркий представитель романизма в культуре Северной Европы. Известен прежде всего картинами религиозного и портретного жанров.

## Семья художников Пурбус
Петер Янс Пурбус был одним из родоначальников большой семьи нидерландских живописцев-романистов XVI—XVII веков. Его сын Франс Пурбус Старший (1545—1581) стал живописцем-портретистом. Сын Франса Старшего — Франс Пурбус Младший (1569—1622) — живописец, придворный художник при многих европейских дворах

## Биография Петера Янса Пурбуса
Петер Янс родился в городе Гауде, южная Голландия, переехал в Брюгге в возрасте двадцати лет. О его детстве и юности известно мало; художники и историографы, прежде всех Карел Ван Мандер в «Книге о художниках» (нидерл. Het Schilder-Boeck, 1604), лишь кратко упоминает его как «художника Брюгге». Прежде чем отправиться в Брюгге, он, возможно, изучал живописное ремесло у художников из Утрехта, таких как Ян ван Скорел или лейденских мастеров.
В 1543 году Петер был принят в Гильдию Святого Луки. Вскоре после регистрации в гильдии Петер Пурбус женился на Анне, младшей дочери художника Ланселота Блонделя. Его брак с дочерью известного мастера, у которого не было наследников мужского пола, стал очень важным для его репутации и дальнейшей карьеры художника. В 1545 или 1546 году у Поурбуса родился сын Франс («Старший»), который впоследствии стал самостоятельным живописцем.
В 1549 году Пурбус вместе с другими художниками участвовал в оформлении торжественного въезда в Брюгге императора Карла V и наследника Филиппа II, он также оформил росписями банкетный зал Ратуши. Ещё одним важным заказом были работы для мавзолея Маргариты Австрийской в Монастыре Благовещения в Брюгге, часть заказа, полученного Блонделем в 1550 году, включавшего скульптурный мавзолей, рисунки для витражей и живописный декор. Пурбус также написал алтарный образ «Благовещение», который ныне хранится в музее Гауды.

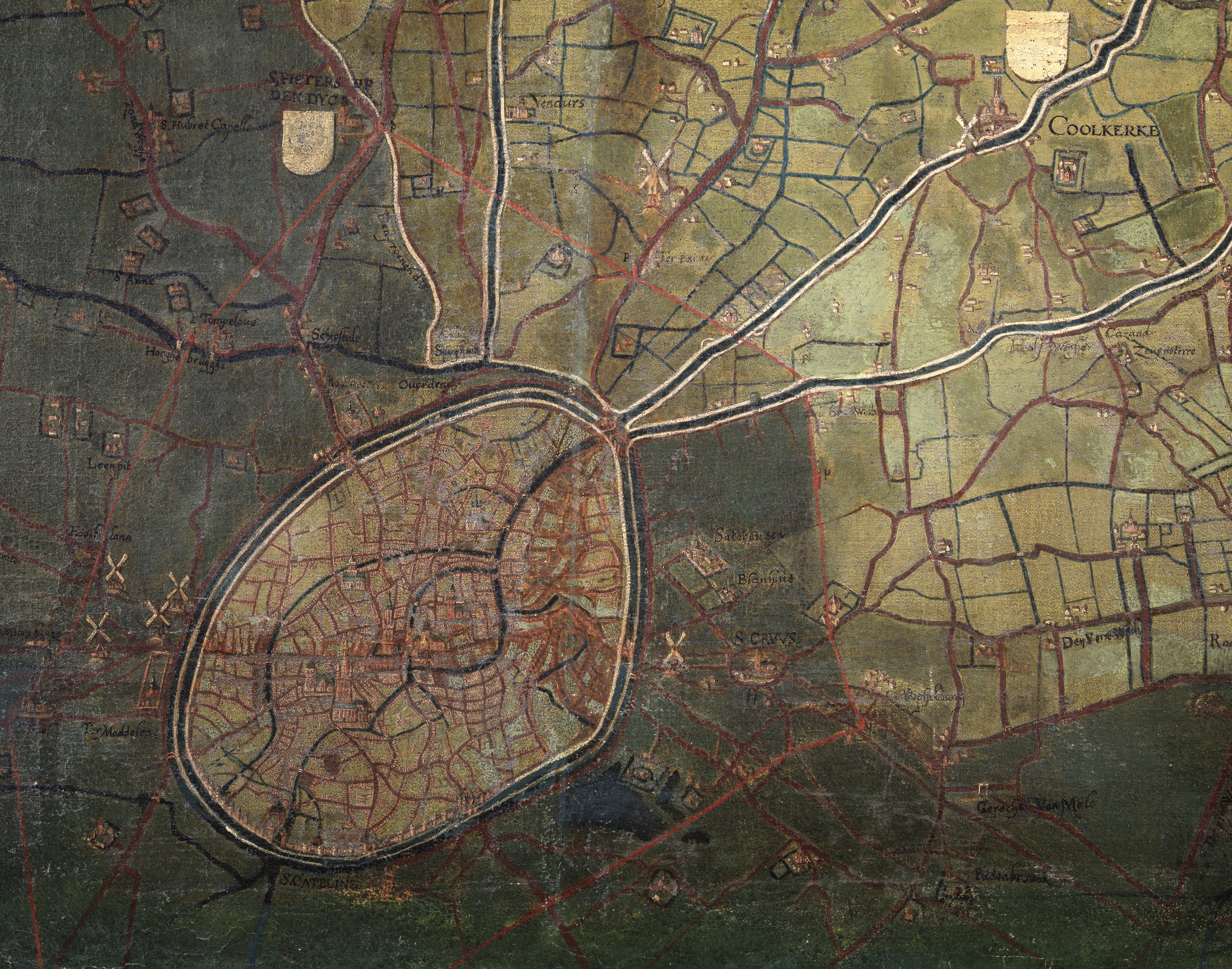
Kарта Брюгге работы Пурбуса. 1571

Постепенно Пурбус стал популярным художником-портретистом среди представителей высшего сословия, таких как торговец вином Ян ван Эйверве и его жена Жакемина Бук. Кроме того, в этот период Пурбус стал датировать и подписывать свои работы, что свидетельствует о росте его репутации и растущей творческой независимости.
Около 1551 года Пурбус стал видным и активным членом совета местной Гильдии Святого Луки. Два срока он служил деканом гильдии и пять сроков — присяжным старейшиной. Будучи старейшиной, он проверял деятельность и качество работы других мастеров. В 1552 году он приобрёл собственный дом под названием «Рим» (Huis Rome) на улице Ян Мирэльстраат и открыл там мастерскую живописи.
За этот период Пурбус подготовил множество топографических карт, которые предназначались для поддержки юридических отчётов геодезистов. Он стал использовать новую методику в соответствии с принципами, разработанными его современницей Джеммой Фризиус, что привело к созданию более точных карт. Решением от 13 декабря 1561 года Ратуша Брюгге предоставила ему заказ на большую географическую карту, которую Поурбус затем создавал в течение нескольких лет. Он закончил эту большую работу в 1571 году.
После огромных усилий по созданию «Великой карты» Пурбус снова смог выполнять регулярные живописные заказы. За это время его ученики начали покидать его мастерскую и становиться независимыми художниками. Кроме того, за этот период его стиль изменился. Его манера письма в работах этого периода стала «более итальянской», что придало его картинам более классический вид. Произошедшие изменения очевидны в таких произведениях, как Алтарь Святого Губерта, написанный около 1570 года. На Пурбуса большое влияние оказала художественная традиция итальянского Возрождения. Примечательно, насколько хорошо Пурбусу удалось сосредоточить свои композиции на идиоме итальянского Возрождения, учитывая, что он никогда не был в Италии. Эту картину, являющуюся частью алтаря, остальные створки которого утеряны, также иногда называют «Крещением святого Евстафия». Легенды о двух святых, Святом Губерте и Святом Евстафии (или Евстафии Римском), действительно очень близки. Этот алтарный образ был назван Карелом ван Мандером лучшим произведением Пурбуса. Обычно Пурбус черпал вдохновение у художников эпохи Возрождения, таких как Дюрер, Рафаэль и Тициан. Подробное исследование этой картины и сопутствующих вопросов было опубликовано во время выставки художника в Гауде в 2018 году Жозефиной де Фоу.
После захвата города кальвинистами в 1578 году, Пурбус продолжал служить теперь уже протестантским городским властям и пользовался доверием нового правительства. В этот период Пурбус в основном работал экспертом и инженером по управлению водными ресурсами.
Питер Пурбус скончался в январе 1584 года. Возможно, он был одной из многих жертв чумы, поразившей в то время Брюгге. Его вдова, Анна Блондель, получила пенсию как от городского магистрата. Портрет художника был помещён в здании Ратуши, однако позднее он был утерян.

## Творчество
Ранние картины Пурбуса почти неотличимы от произведений его тестя Ланселота Блонделя, возможно они сотрудничали. Его триптих «Крещение Христа», датируемый 1549 годом и ныне находящийся в музее Прадо в Мадриде, является одним из самых известных примеров его раннего творчества. Со временем Пурбус стал одним из ведущих представителей стиля итальянского Высокого Возрождения, пропагандируемого в Антверпене Франсом Флорисом. Одним из примеров этого стиля являются гротески, в которых он изобразил портреты Гуса ван Мале и его жены. На этом этапе произведения Пурбуса отличались более прозрачной манерой письма и строгой композицией. Эти особенности очевидны в «Триптихе Ван Белля» (по имени донатора Йоста ван Белля, 1556), в котором Петер Пурбус интерпретирует композицию Яна ван Эйка «Мадонна каноника ван дер Пале» (1434—1436). Пурбус начал приобретать репутацию в Брюгге благодаря своему новаторству; итальянский историк Лодовико Гвиччардини в «Описании всех Нидерландов» (Descrittione di tutti i Paesi Bassi, 1567) называет его одним из самых важных художников своего времени.
Петер Пурбус обучал своего сына и внука, Франса Старшего и Франса Младшего, которые затем стали уважаемыми художниками и внесли значительный вклад в развитие искусства эпохи Золотого века голландской живописи.
Портреты Питера Пурбуса неизвестны, но, по утверждению Поля Ювенна, возможно, он поместил автопортрет на левой створке алтарного «Триптиха братства Святого Причастия» в соборе Святого Спасителя в Брюгге.

## Галерея

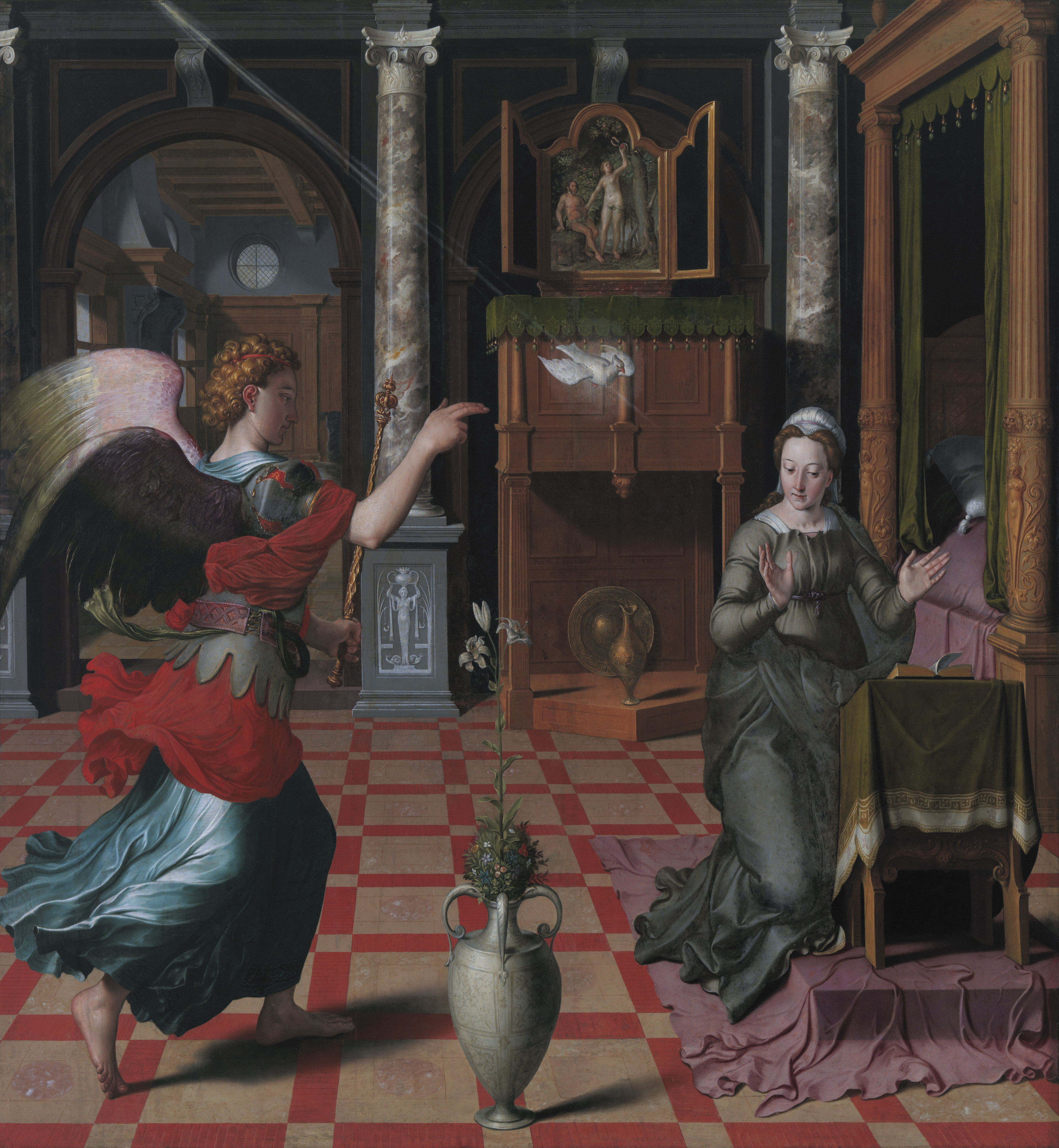
Благовещение. 1552. Дерево, масло. Муниципальный музей, Гауда
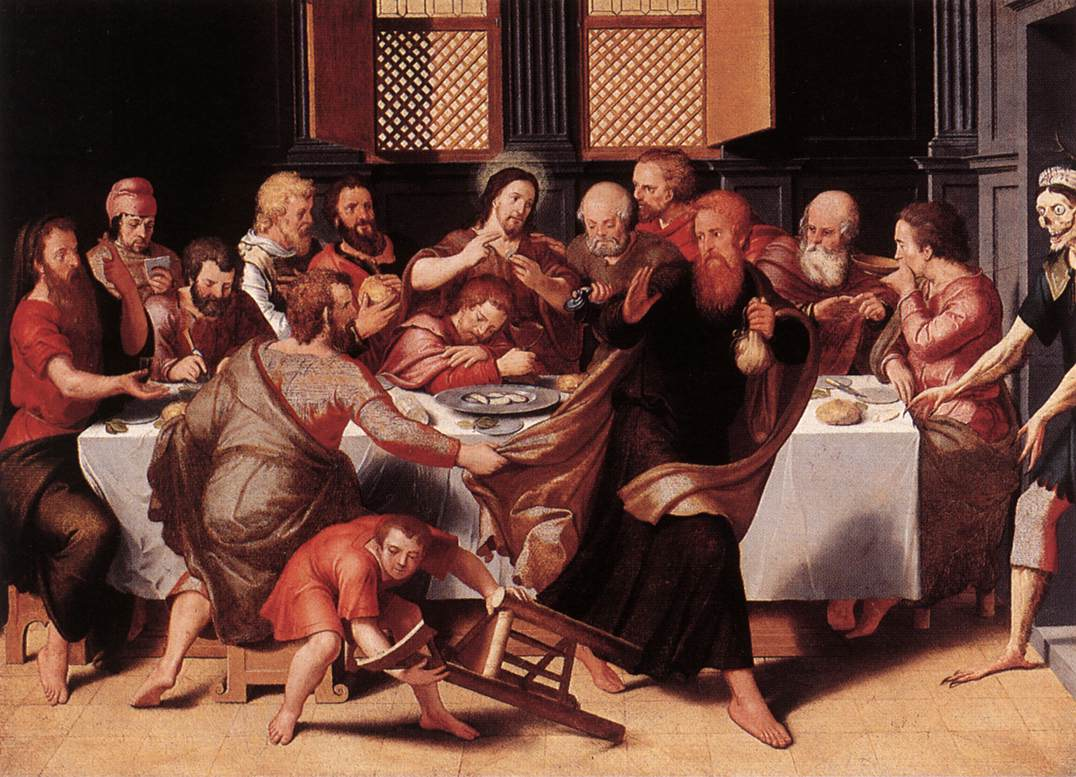
Тайная вечеря. 1548. Дерево, масло. Музей Грунинге, Брюгге
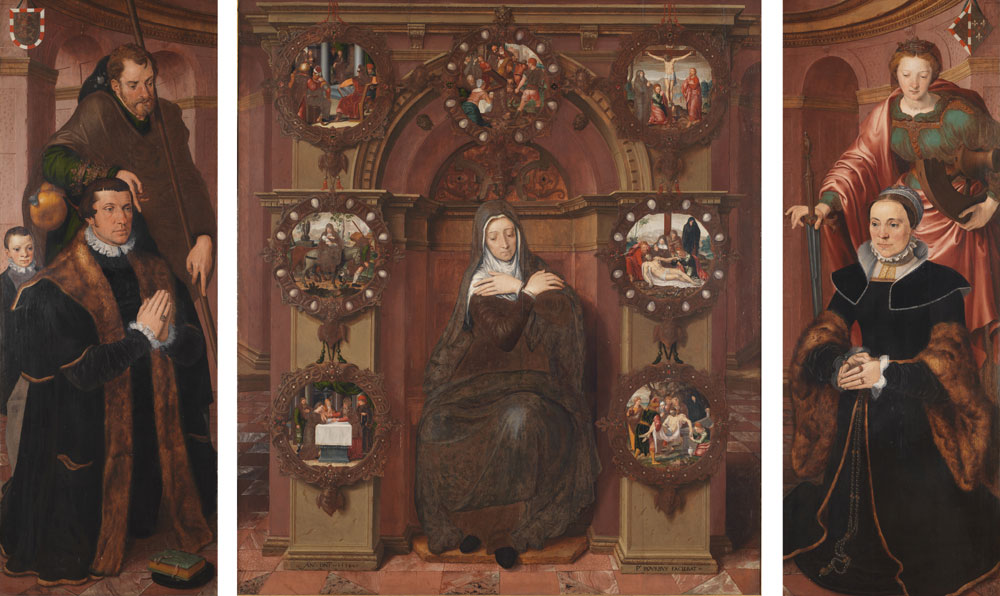
Триптих Ван Белля. 1556. Дерево, масло. Церковь Сен-Жак, Брюгге
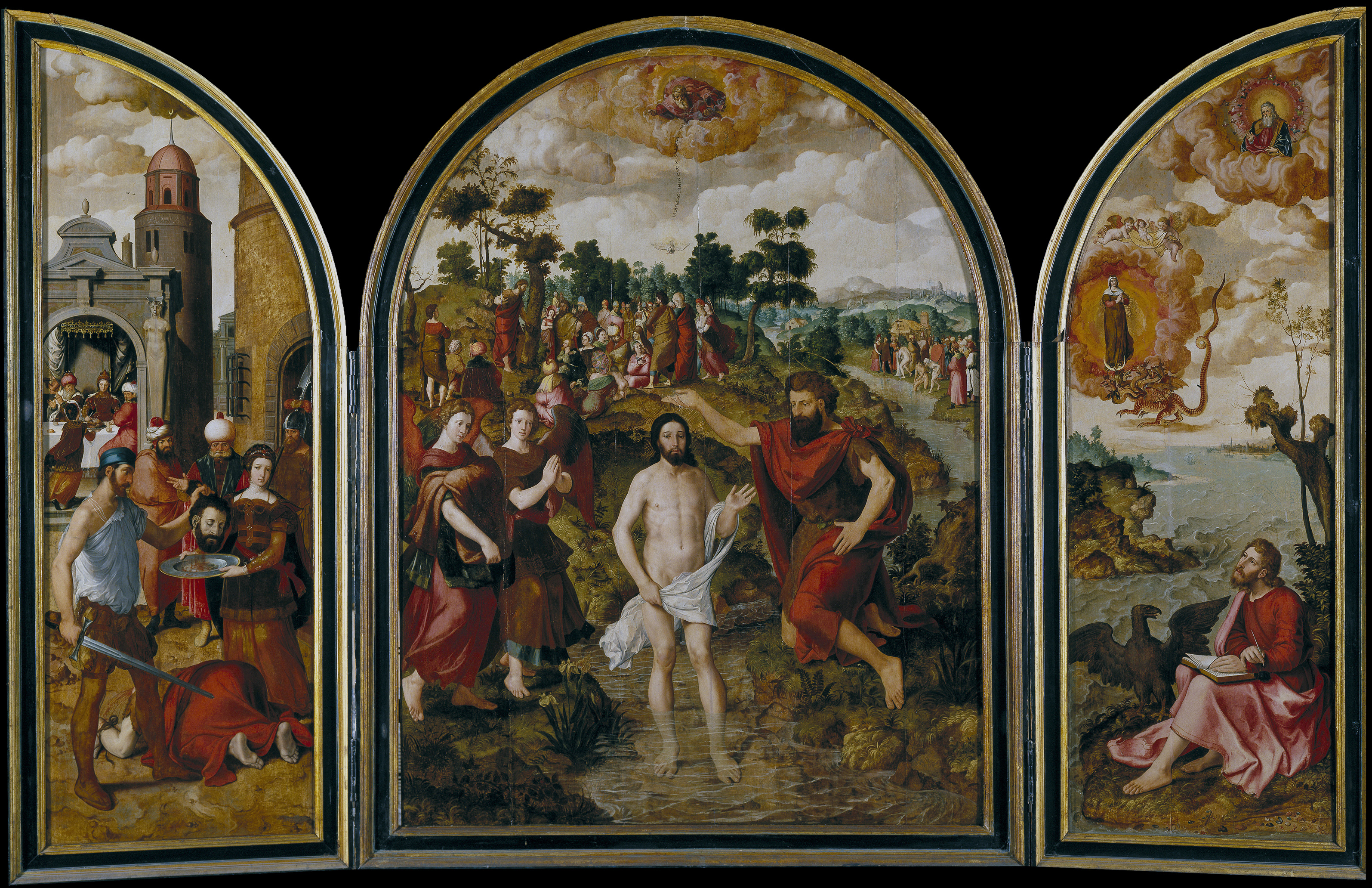
Крещение Христа. Триптих. 1549. Дерево, масло. Прадо, Мадрид
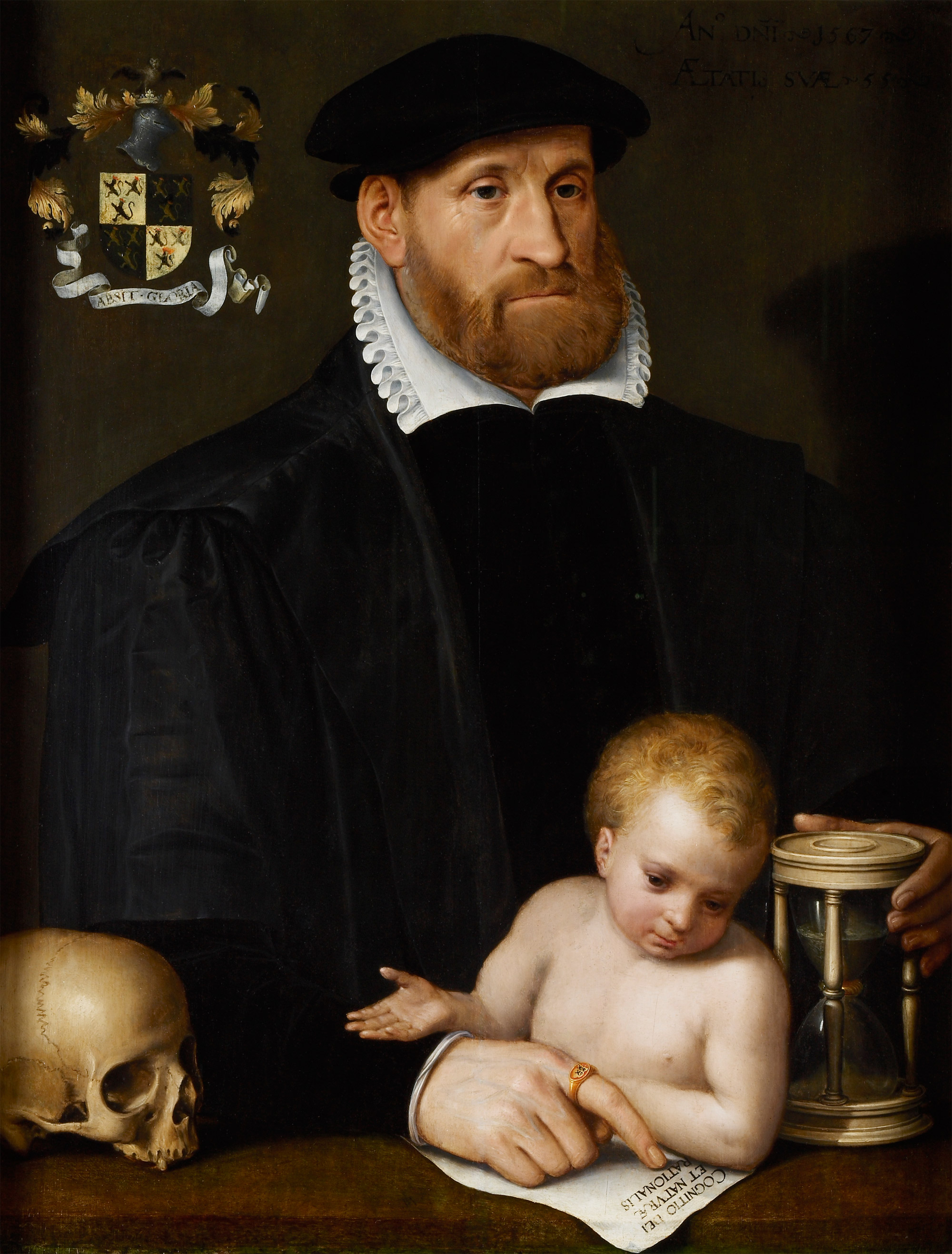
Портрет Франсуа ван дер Стратена. 1567. Дерево, масло. Музей Ван дер Берга, Антверпен
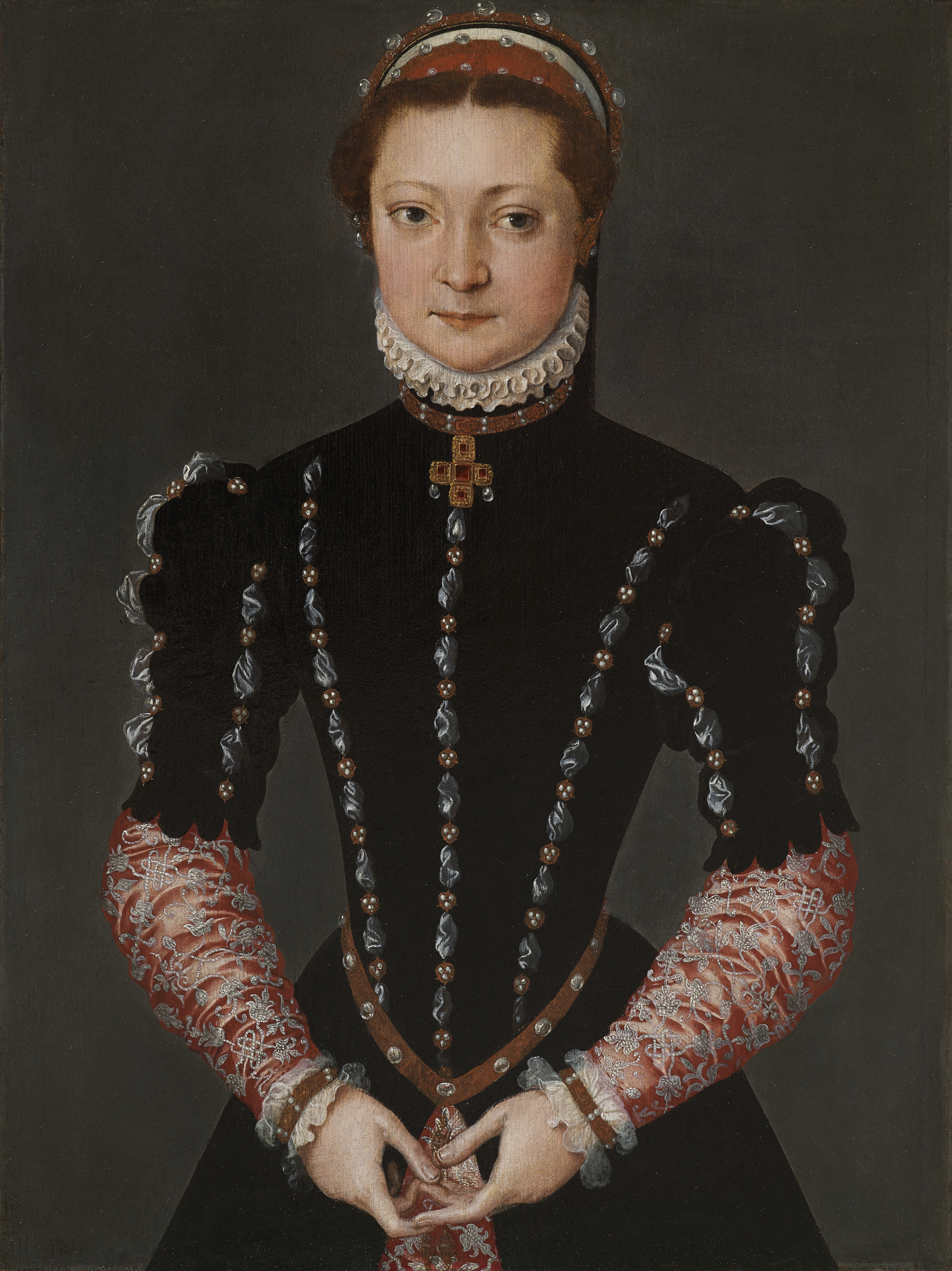
Портрет молодой дамы. 1554. Дерево, масло. Частное собрание
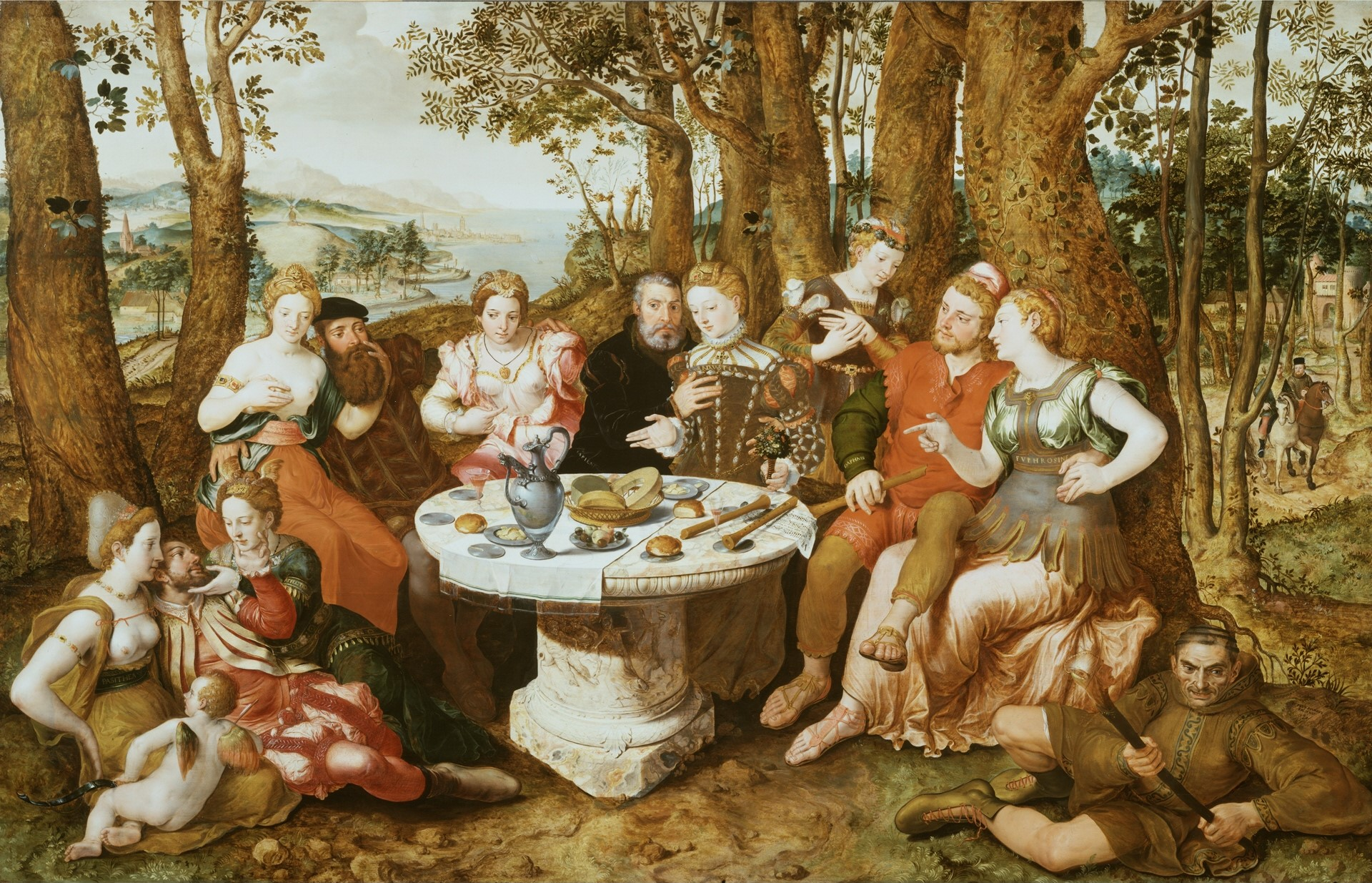
Аллегория истинной любви. Ок. 1547. Дерево, масло. Собрание Уоллеса, Лондон